# ロイ・ダグラス
リチャード・ロイ・ダグラス（Richard Roy Douglas, 1907年12月12日 - 2015年3月23日）は、イギリスの作曲家、ピアニスト、編曲家。レイフ・ヴォーン・ウィリアムズやウィリアム・ウォルトン、リチャード・アディンセルの音楽アシスタントとして働き、ショパンの楽曲を基にした組曲『レ・シルフィード』やアディンセルの『ワルソー・コンチェルト』といった作品の管弦楽編曲によってよく知られる。また、オリジナルの作品も多数作曲している。

## キャリア
ダグラスはロイヤル・タンブリッジ・ウェルズに生まれた。音楽は独学で身につけた。
ダグラスは『Karma』（1933年）や『ディック・ターピン （Dick Turpin）』（1933年）といった映画音楽の制作を通して経験を積んだ。また、ミーシャ・スポリアンスキーの『幽霊西へ行く』（1935年）、アーサー・ベンジャミンの『暁の翼』（1937年）、アンソニー・コリンズの『Sixty Glorious Years』（1938年）、ニコラス・ブロズスキーの『Freedom Radio』（または『A Voice in the Night』、1941年）、『Tomorrow We Live』（または『At Dawn We Die』、1943年）、ノエル・カワードの『軍旗の下に』（1942年）、ジョン・アイアランドの『オーヴァーランダーズ』（1946年）、ワルター・ゲールの『大いなる遺産』（1946年）でも助手として働いた。

### アディンセルとの協力関係
1937年、ダグラスは映画『間諜』の音楽の制作で初めてアディンセルと共同作業を行った。続く『Victoria the Great』（1937年）、『ライオンの翼』（1939年）、『ガス燈』（1940年）、『Old Bill and Son』（1941年）、『危険な月光』（1941年、有名な『ワルソー・コンチェルト』はこの映画で使用された）、『Love on the Dole』（1941年）、『This England』（1941年）、『This Is Colour』（1942年）、『The Big Blockade』（1942年）、『The Day Will Dawn』（または『The Avengers』、1942年）、『The New Lot』（1943年）といった映画でも、2人の協力関係は継続した。
ダグラスがアディンセルの楽曲にどの程度関与しているかは明らかではない。アディンセルには良質な音楽上のひらめきがありつつも管弦楽法の技術が未熟であることを示唆する楽曲も見られ、従ってそれらの楽曲はダグラスの役割が単純な助手や写譜者を大きく超えたものだったことを物語っている。『ワルソー・コンチェルト』は完全にダグラスの手によるものなのではないかと考える者さえいる。

### ウォルトンとの協力関係
ダグラスは長年にわたってウィリアム・ウォルトンとも協力関係にあった。関係が始まったのは1940年11月の映画『バーバラ少佐』である。その後、彼は『Went the Day Well?』、『Next of Kin』、『The First of the Few』（1942年）、『ヘンリィ五世』（1944年）にも参加している。彼の仕事はもっぱら、ウォルトンが書きつけた2、3段の譜表を基にして指示通りに、もしくはウォルトンの作風に沿った形で映画音楽の一部分を管弦楽編曲するというものだった。ウォルトンは『The Bells Go Down』の音楽を委嘱されるもののこれを断っており、代わりにダグラスにオリジナルの楽曲を提供してはどうかと提案した。
ダグラスとアーネスト・アーヴィングは、ウォルトンが1943年3月29日の誕生日までにバレエ音楽『尋問』を完成させるのを手伝った。そのわずか1週間後に迫っていた初演に間に合わせるためであった。
ウォルトンは組曲『ファサード』からワルツをピアノのために編曲したが、同組曲の他の楽曲のピアノ編曲は全て他人の手によるものだった。これを行ったのはダグラス、コンスタント・ランバート、ハーバート・マリル、シェイベル・マーチャーシュらである。
ダグラスはウォルトンのオラトリオ『ベルシャザールの饗宴』の改訂に際して作曲者に協力しているが、ウォルトンが原曲よりも打楽器の使用を減らすことにしたことを残念がった。オペラ『トロイラスとクレシダ』の声楽譜の大部分はダグラスが作曲したものであり、第3幕においてはフランツ・ライゼンシュタインが助手を務めた。

### ヴォーン・ウィリアムズとの協力関係
ダグラスは1947年から作曲者が死去する1958年までの間、レイフ・ヴォーン・ウィリアムズの音楽上の助手、筆記者を務めた。彼の仕事の一つにはヴォーン・ウィリアムズの楽曲の判読可能な写譜の制作があった。この過程で彼は管弦楽法に関わる様々な未決の事柄を同定していき、ヴォーン・ウィリアムズのしばしば判読不能な草稿を解読した。そして彼は作曲者に様々な改善提案を行ったが、その多くが採用されることになった。彼らが協力して作曲したのは交響曲の第6番から第9番まで、オペラ『天路歴程』、『チューバ協奏曲』などである。このようにして彼は作曲者の自筆のものより信頼性のある原稿を制作することができたのであるが、それは記譜上のあらゆる事柄を作曲者本人と議論して明らかにしたからであった。彼は「ヴォーン・ウィリアムズの音楽家としての技術を知る、最も重要な存命の目撃者」と評されている。
ダグラスは略記された楽譜の形でほぼ出来上がるまで、ヴォーン・ウィリアムズの新しい楽曲に触れることができないのが常であった。例えば、ヴォーン・ウィリアムズが交響曲第6番を作曲したことを彼が初めて知ったのは1947年2月13日付の手紙によってであったが、彼が総譜を渡されたのはそれからほぼ7か月後であった。
通常のやり方とは明らかに異なっていたが、ダグラスは『チューバ協奏曲』を締め切りに間に合うよう12日間で清書するように依頼された。しかし、作曲者のピアノ譜をチェックする機会がなかったため後になって楽曲に不確かな部分が生じ、これを明らかにせねばならなくなった。
時にダグラスのヴォーン・ウィリアムズの作品への関与は、単なる助手にとどまらないものだった。ヴォーン・ウィリアムズは、1952年にカンタータ『四季の民謡』（1949年）から編んだ管弦楽用の組曲がすっかりダグラスの作品であると考えた。そこで彼は組曲が自作を基にした自らの編曲でなく、ヴォーン・ウィリアムズの楽曲を下敷きにダグラスが作曲した作品として出版されるよう取り計らった。この曲は2012年に初めて録音されている。
この動画は音楽家共済基金によるダグラスのインタビューである。101歳になるダグラスが、ヴォーン・ウィリアムズと過ごした時期についてわずかに述べる部分がある。
2015年3月23日、ダグラスは107年の生涯を終えた。

## 主要作品

### 自作曲
- オーボエ四重奏曲 （1932年）
- フルート、ヴァイオリン、ヴィオラとハープのための2つの四重奏曲 （1934年/1938年）
- フルート、ヴァイオリンとヴィオラのための三重奏曲 （1935年）
- 管楽五重奏のための『Six Dance Caricatures』 （1939年）
- 弦楽のための『2つのスコットランドの曲 Two Scottish Tunes』 （1939年）
- 『弦楽のためのエレジー Elegy for strings』 （1945年）
- 『弦楽のためのカンティレーナ Cantilena for strings』 （1957年）
- 弦楽のための『Festivities』と『A Nowell Sequence』 （1991年）
- 5つの長編映画と6つのドキュメンタリー映画のための音楽
- 32のラジオ番組のための音楽

### 編曲作品
- フレデリック・ショパン: 『レ・シルフィード』 （1936年; ショパン作品の「実に酷い管弦楽編曲」と感じて改良のために編曲[17]）
- リチャード・アディンセル: 『ワルソー・コンチェルト』 映画『危険な月光（英語版）』（1941年）より
- ロード・バーナーズ: バレエ音楽『Les Sirènes』（1946年）; 自筆譜は完全にダグラスの手によるものである[18]。
- フランツ・リスト: 『葬送曲』
- レイフ・ヴォーン・ウィリアムズ: 歌曲集『旅の歌』; 作曲者が管弦楽編曲を行ったのは9曲中3曲であり、残りはダグラスが行った。